# Operacija Zavezniška sila
Operacija Zavezniška sila (angleško Operation Allied Force) je naziv za letalsko-raketno operacijo med vojno na Kosovu, s katero je zveza NATO želela Zvezno republiko Jugoslavijo prisiliti v umik s Kosova in preprečiti srbsko etnično čiščenje Albancev. Operacija se je začela 24. marca in končala z zmago zveze NATO 10. junija 1999.

## Ozadje
Intervencijo NATO je spodbudilo nasilje in etnično čiščenje Albancev na Kosovu, kar je sprožilo humanitarno krizo v regiji. V vojni na Kosovu so Srbi ubili med 1500 in 2131 vojakov. Ubitih je bilo 10.317 civilistov (85% od teh kosovskih Albancev), okoli 848.000 pa jih je bilo izgnanih s Kosova. Dejanja ZR Jugoslavije so sprožila mednarodno ogorčenje. Zaradi nasprotovanja Rusije in Kitajske, ki sta nakazali, da bi v primeru glasovanja uporabili pravico veta, je bila intervencija sprožena brez odobritve Varnostnega sveta ZN.

## Potek
24. marca 1999 so ZDA v okviru zveze NATO začele letalske in raketne napade na ZR Jugoslavijo z namenom prisiliti varnostne sile države k umiku s Kosova. Ko enotedensko bombardiranje ni značilneje škodovalo varnostnim silam, je zveza NATO izvedla več napadov na civilne objekte in infrastrukturo širom Srbije, med njimi napad z grafitnimi bombami na elektroenergetske objekte, ki je povzročil razpad elektroenergetskega sistema v državi. 
Operacija je bila končana po 79 dneh s podpisom vojaško-tehniškega sporazuma med zvezo NATO in Vojsko Jugoslavije, s katerim so bile določene potankosti umika varnostnih sil Jugoslavije s Kosova.

## Žrtve
Sile NATO so v operaciji ubile približno 1000 vojakov ZR Jugoslavije. NATO v bitkah ni utrpel nobene smrtne žrtve, 2 vojaka pa sta umrla v nesreči helikopterja in trije so bili zajeti.
Poročilo Human Rights Watch navaja oceno, »da je bilo v devetdesetih ločenih incidentih v Operaciji Zavezniška sila ubitih najmanj 489 in največ 528 civilistov«. Med žrtvami so bili tudi begunci. Med 278 in 317 (56 % - 60 % vseh ubitih) jih je bilo ubitih na Kosovu, medtem ko jih je v ostalih delih Srbije bilo 201 (od tega 5 v Vojvodini), v Črni gori pa 8. Skoraj dve tretjini vseh registriranih civilnih smrtnih žrtev izvira iz 12 incidentov, kjer je bilo potrjenih nad 10 mrtvih.